# Pierre-Michel Auger
Pour les articles homonymes, voir Auger.
Pierre-Michel Auger, né le 11 janvier 1963 à Shawinigan, est un enseignant et homme politique canadien, député de Champlain à l'Assemblée nationale du Québec pour le Parti libéral du Québec de 2014 à 2018. 
Il est auparavant député de la même circonscription de 2007 à 2008, représentant l'Action démocratique du Québec puis le Parti libéral du Québec. Lors des élections de 2008, il est défait sous l'étiquette libérale.

## Biographie
Né le 11 janvier 1963 à Shawinigan, Pierre-Michel Auger est le fils de Paul Auger, opérateur en usine, et de Jacqueline Barolet, ménagère.

### Formation
Pierre-Michel Auger obtient en 1991 son baccalauréat en administration des affaires à l'Université du Québec à Trois-Rivières et en 1993 une maîtrise en sciences appliquées, sécurité et hygiène industrielles dans la même université.
Il suit une formation en administration de sociétés à l'Université Laval en automne 2013.

### Carrière
Il est cofondateur et propriétaire de Doneco, une entreprise de déneigement, de 1990 à 1995. Il est également cofondateur, propriétaire et administrateur de L'Avant-scène, salle de spectacles Le Maquisart, de 1993 à 1994. 
De 1994 à 1997, il est consultant en démarrage d'entreprises. Il est ensuite coordonnateur adjoint en tourisme et hôtellerie en 1999 et coordonnateur en technique de tourisme en 2000 au Collège Laflèche. De 2001 à juin 2007, il enseigne au Collège Laflèche de Trois-Rivières. Il est coordonnateur du centre de formation continue en 2003 et coordonnateur en technique de gestion hôtelière de 2003 à 2005 au même collège.
De 1985 à 2003, il est entraîneur et entraîneur adjoint d'équipes de hockey mineur.

### Engagement politique
En 2002, il est membre de l'exécutif de l'Action démocratique du Québec dans la circonscription de Maskinongé.
En 2006, il est membre de l'exécutif de l'Action démocratique du Québec dans la circonscription de Champlain. Il est élu député lors de l'élection de 2007, sous la bannière de l'Action démocratique. Il obtient 44,8 % des voix, avec une majorité de 5 001 voix, contre Noëlla Champagne (30,7 %) du Parti québécois, Christian Fortin (21,6 %) du Parti libéral du Québec, et Alex Noël (2,9 %) de Québec solidaire. Pierre-Michel Auger est l'un des 41 candidats de l'ADQ à être élus député en 2007, alors que son parti n'en comptait que quatre depuis l'élection de 2003. Aucune dépense électorale n'est inscrite au bureau du Directeur des élections du Québec pour Auger pour l'élection de 2007; les dépenses maximales permises par la Loi pour cette circonscription auraient pu s'élever jusqu'à 51 883 $.
Durant son séjour dans l'opposition officielle (2007-2008), il est porte-parole en matière d'emploi, membre suppléant du Bureau de l'Assemblée nationale à partir du 15 mai 2007 et membre de la Commission de l'administration publique à partir du 23 mai 2007. 
Il quitte cette formation politique le 23 octobre 2008 pour joindre le Parti libéral du Québec, comme transfuge entre les deux élections. 
Il est à nouveau candidat sous la bannière libérale lors de l'élection de 2008. Il obtient 34,2 % des voix et est battu par Noëlla Champagne (41 %) du Parti québécois, qui l'emporte avec 2 024 voix de majorité. Les autres candidats défaits sont Luc Arvisais (21,9 %) de l'ADQ, Myriam Fauteux, (2,2 %) de Québec solidaire, et Jean-Pierre Grenier (0,7 %), candidat indépendant. En 2008, ses dépenses électorales s'élèvent à 43 364 $.
Le 23 juin 2009, il est nommé par le Conseil des ministres du gouvernement libéral, à compter du 6 juillet 2009, l'un des trois vice-présidents à la Régie du bâtiment du Québec, chargé des relations avec la clientèle et des opérations. Il a été remplacé en juillet 2013 par l'ingénieur Gilles Lemieux, fonctionnaire depuis 1987, à la Régie du bâtiment depuis 2008, nommé le 15 mai 2013 par le Conseil des ministres du gouvernement du Parti québécois.
Le 3 mars 2014, le Parti libéral du Québec officialisait la candidature de Pierre-Michel Auger dans la circonscription de Champlain en vue de l'élection générale de 2014. Il y affronte Noëlla Champagne, députée sortante du Parti québécois qui l'avait battu en 2008. Cette fois-ci, c'est lui qui remporte la victoire avec 33,44 % des voix, Noëlla Champagne finissant troisième (30,17 %), légèrement distancée par le caquiste Andrew D'Amours (30,43 %).

## Résultats électoraux
|                                                                                               | Nom                           | Parti              | Nombre de voix | %      | Maj.   |
| --------------------------------------------------------------------------------------------- | ----------------------------- | ------------------ | -------------- | ------ | ------ |
|                                                                                               | Sonia LeBel                   | Coalition avenir   | 21 154         | 51,9 % | 13 544 |
|                                                                                               | Pierre-Michel Auger (sortant) | Libéral            | 7 610          | 18,7 % | -      |
|                                                                                               | Steven Roy Cullen             | Québec solidaire   | 5 285          | 13 %   | -      |
|                                                                                               | Gaëtan Leclerc                | Parti québécois    | 4 928          | 12,1 % | -      |
|                                                                                               | Stéphanie Dufresne            | Vert               | 789            | 1,9 %  | -      |
|                                                                                               | Pierre-Benoit Fortin          | Conservateur       | 733            | 1,8 %  | -      |
|                                                                                               | Anthony Rouss                 | Bloc pot           | 164            | 0,4 %  | -      |
|                                                                                               | Éric Gauthier                 | Équipe autonomiste | 126            | 0,3 %  | -      |
| Total                                                                                         | Total                         | Total              | 40 789         | 100 %  |        |
| Le taux de participation lors de l'élection était de 70,5 % et 728 bulletins ont été rejetés. |                               |                    |                |        |        |

|                                                                                               | Nom                        | Parti            | Nombre de voix | %      | Maj.  |
| --------------------------------------------------------------------------------------------- | -------------------------- | ---------------- | -------------- | ------ | ----- |
|                                                                                               | Pierre-Michel Auger        | Libéral          | 11 615         | 33,4 % | 1 046 |
|                                                                                               | Andrew D'Amours            | Coalition avenir | 10 569         | 30,4 % | -     |
|                                                                                               | Noëlla Champagne (sortant) | Parti québécois  | 10 481         | 30,2 % | -     |
|                                                                                               | Lucie Favreau              | Québec solidaire | 1 848          | 5,3 %  | -     |
|                                                                                               | Nicolas Lavigne-Lefebvre   | Option nationale | 222            | 0,6 %  | -     |
| Total                                                                                         | Total                      | Total            | 34 735         | 100 %  |       |
| Le taux de participation lors de l'élection était de 72,2 % et 642 bulletins ont été rejetés. |                            |                  |                |        |       |

|                                                                                               | Nom                           | Parti               | Nombre de voix | %      | Maj.  |
| --------------------------------------------------------------------------------------------- | ----------------------------- | ------------------- | -------------- | ------ | ----- |
|                                                                                               | Noëlla Champagne              | Parti québécois     | 12 317         | 41 %   | 2 024 |
|                                                                                               | Pierre-Michel Auger (sortant) | Libéral             | 10 293         | 34,2 % | -     |
|                                                                                               | Luc Arvisais                  | Action démocratique | 6 582          | 21,9 % | -     |
|                                                                                               | Myriam Fauteux                | Québec solidaire    | 654            | 2,2 %  | -     |
|                                                                                               | Jean-Pierre Grenier           | Indépendant         | 211            | 0,7 %  | -     |
| Total                                                                                         | Total                         | Total               | 30 057         | 100 %  |       |
| Le taux de participation lors de l'élection était de 64,4 % et 526 bulletins ont été rejetés. |                               |                     |                |        |       |

|                                                                                               | Nom                         | Parti               | Nombre de voix | %      | Maj.  |
| --------------------------------------------------------------------------------------------- | --------------------------- | ------------------- | -------------- | ------ | ----- |
|                                                                                               | Pierre-Michel Auger         | Action démocratique | 15 872         | 44,8 % | 5 001 |
|                                                                                               | Noëlla Champagne (sortante) | Parti québécois     | 10 871         | 30,7 % | -     |
|                                                                                               | Christian Fortin            | Libéral             | 7 635          | 21,6 % | -     |
|                                                                                               | Alex Noël                   | Québec solidaire    | 1 039          | 2,9 %  | -     |
| Total                                                                                         | Total                       | Total               | 35 417         | 100 %  |       |
| Le taux de participation lors de l'élection était de 76,5 % et 360 bulletins ont été rejetés. |                             |                     |                |        |       |